# KEK (centro di ricerca)

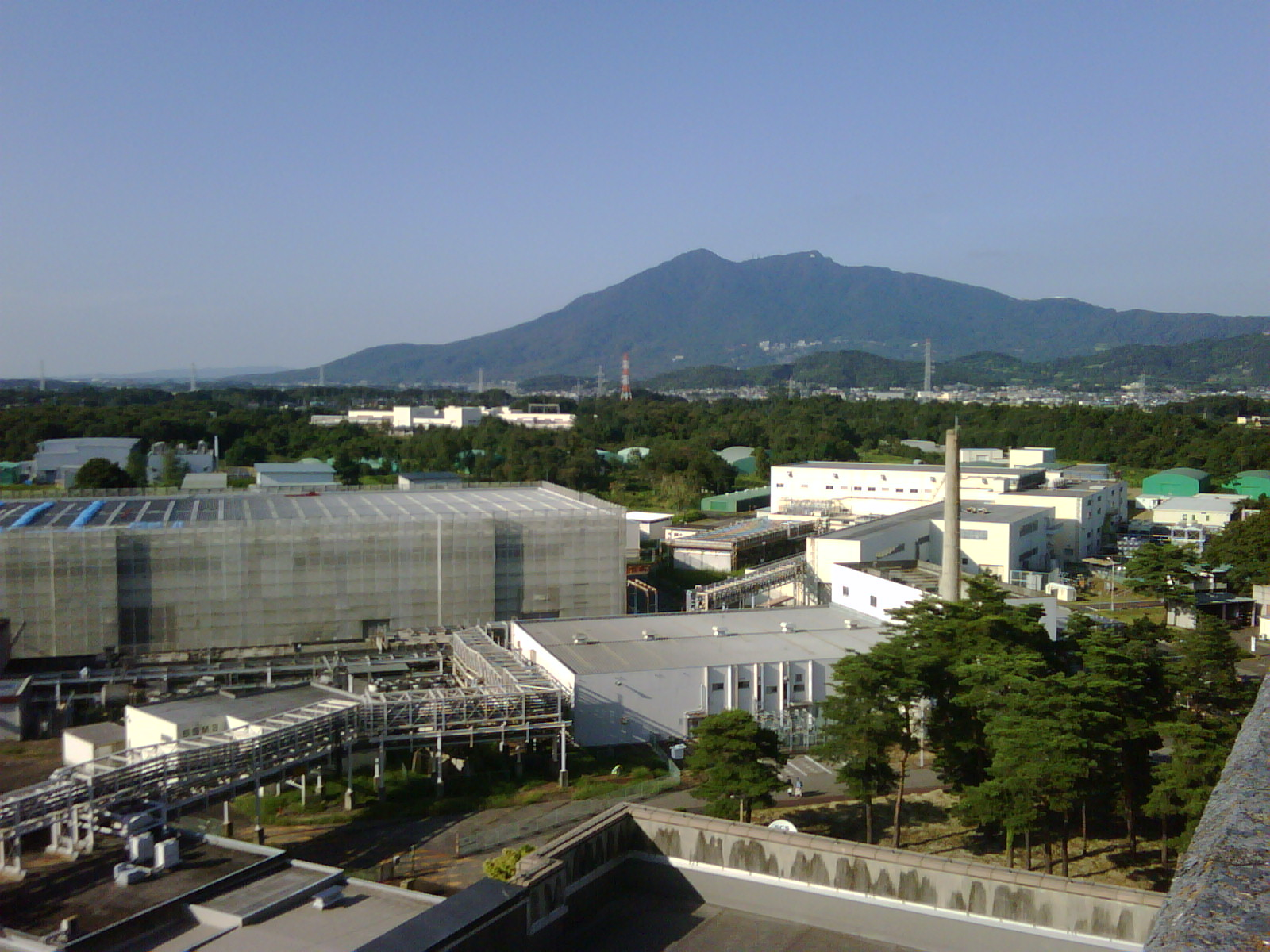
Il complesso del Kō Enerugī Kasokuki Kenkyū Kikō, sullo sfondo il monte Tsukuba.

Il KEK (Kō Enerugī Kasokuki Kenkyū Kikō (高エネルギー加速器研究機構?)) è un'organizzazione nazionale che si occupa della ricerca in fisica delle particelle. Il laboratorio si trova a Tsukuba, nella Prefettura di Ibaraki, Giappone dal 1997. I circa 900 impiegati del KEK si occupano degli acceleratori di particelle e delle altre infrastrutture utilizzate per la ricerca nel campo della fisica delle alte energie, scienza dei materiali, biologia, informatica, radioattività e altri settori. Il premio Nobel per la fisica Makoto Kobayashi, conosciuto per il suo lavoro sulla violazione di CP, è professore emerito al KEK.

## Storia
Il laboratorio è nato nel 1997 dall'unione di diversi centri di ricerca nazionali già esistenti: l'Istituto di Ricerca Nucleare dell'Università di Tokyo (nato nel 1955), il Laboratorio Nazionale per la Fisica delle Alte Energie (nato nel 1971) e il Laboratorio Scientifico sui Mesoni dell'Università di Tokyo (nato nel 1988).

## Acceleratori di particelle
Il principale acceleratore di particelle del laboratorio KEK è stato il KEKB: dal giugno 2010 il complesso è stato chiuso per i lavori di aggiornamento che porteranno alla nascita del nuovo e più potente SuperKEKB.

### Complesso attuale

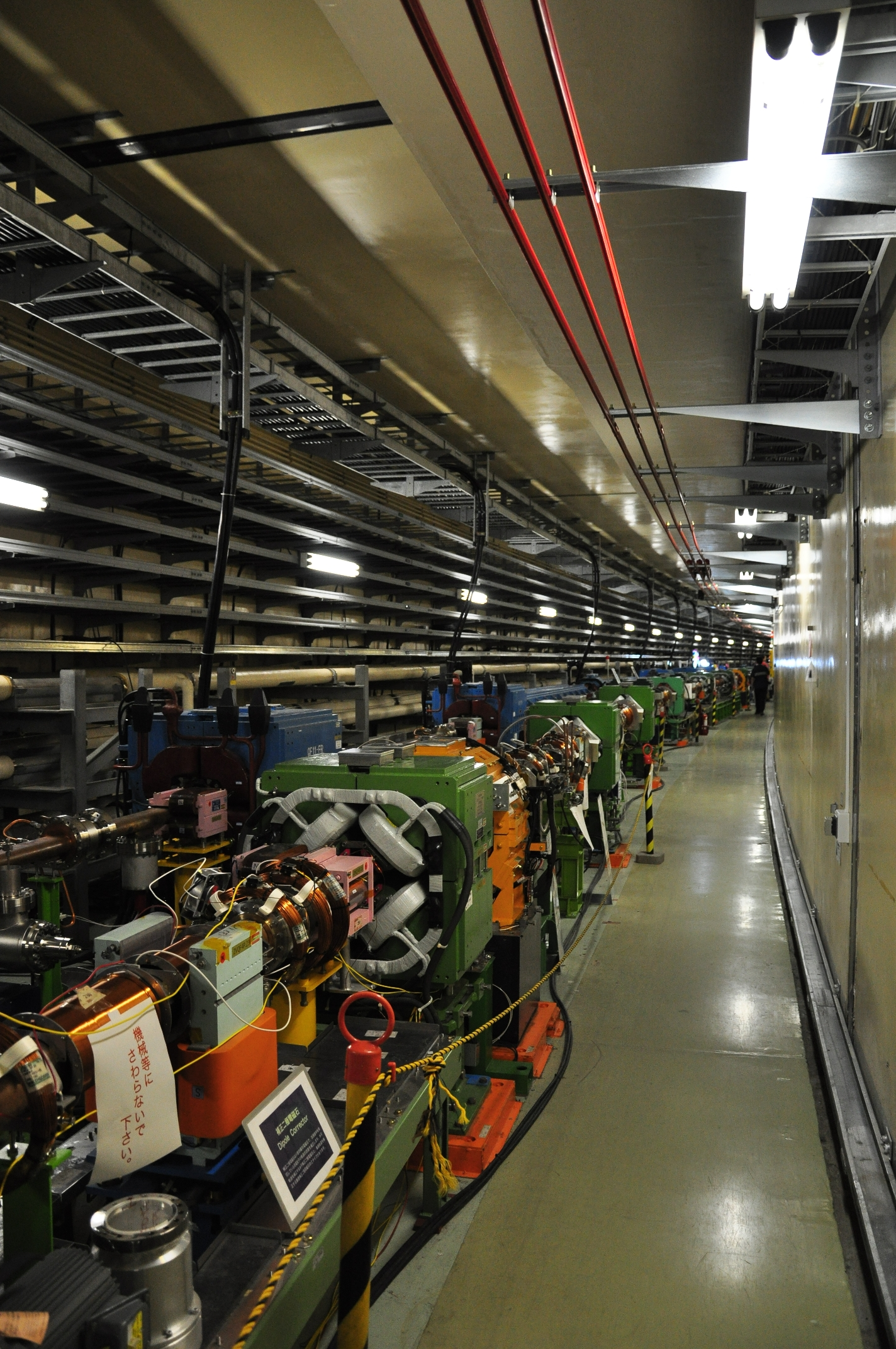
Il tunnel di 3 km dell'acceleratore KEKB.

- KEKB: un collisore elettrone-positrone lungo circa 3 km composto da due anelli di accumulazione: HER che accelera gli elettroni a 8 GeV e LER che accelera i positroni a 3.5 GeV. Si tratta di una B-factory: nelle collisioni tra elettroni e positroni vengono prodotti tantissimi mesoni B. L'esperimento Belle, situato nell'unico punto di collisione dell'acceleratore KEKB, ha portato alla scoperta di nuove particelle e allo studio approfondito della violazione di CP. L'acceleratore KEKB detiene il record di luminosità:[2] 2.11×1034 cm−2 s−1.
- Photon Factory (PF): un anello di accumulazione di elettroni, usato per produrre luce di sincrotrone. La circonferenza è di circa 187 m e l'energia del fascio di elettroni è di 2.5 GeV.
- Photon Factory Advanced Ring (PF-AR): un anello di accumulazione di elettroni, usato per produrre luce di sincrotrone che produce raggi X impulsati di alta intensità, con un'energia del fascio di elettroni di 6.5 GeV e una circonferenza di 377 m. In passato era usato come pre-acceleratore nel complesso dell'anello di accumulazione TRISTAN.

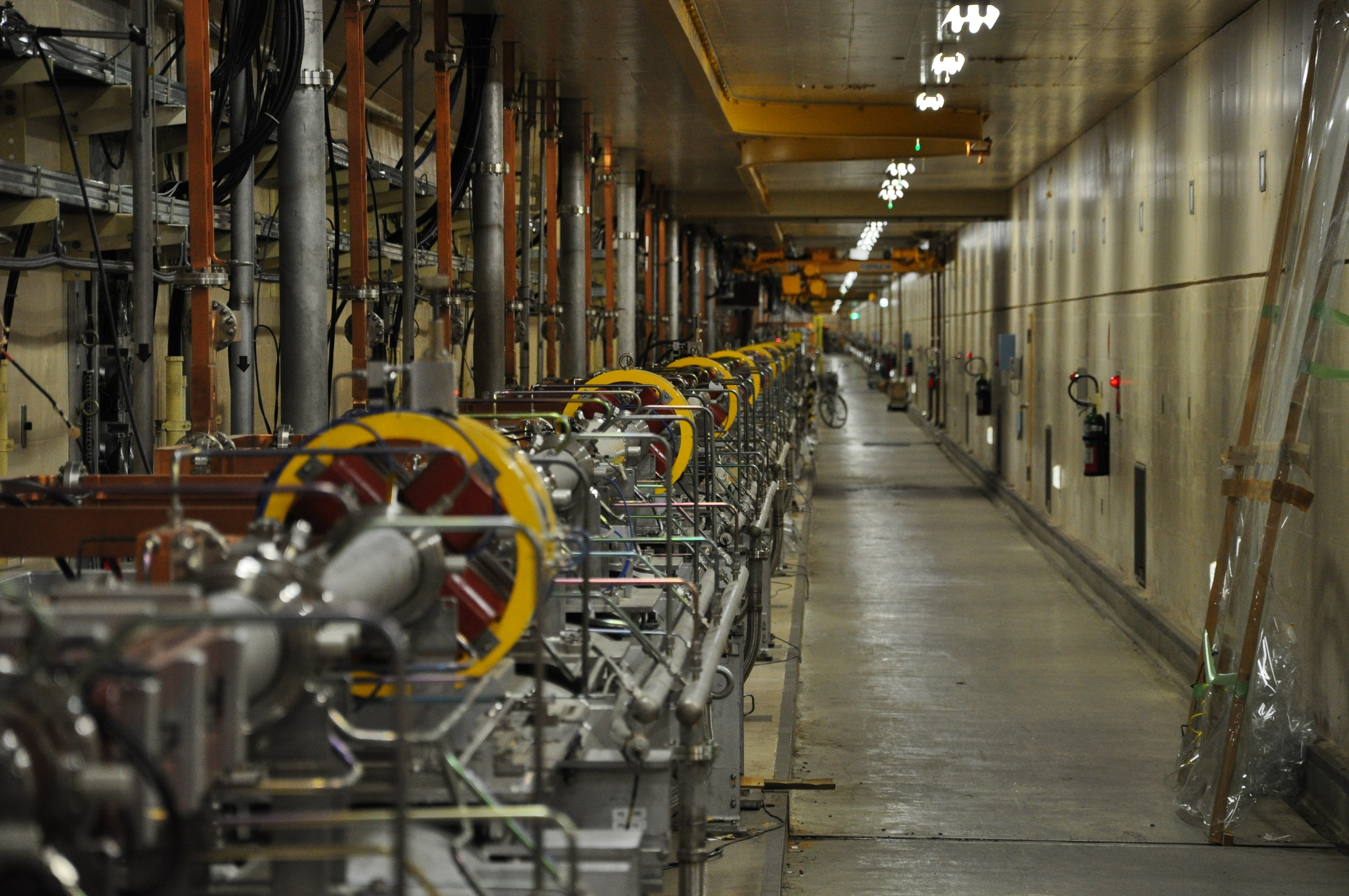
KEK e+/e- Linac

- KEK e+/e- Linac: un acceleratore lineare che accelera gli elettroni e i positroni per KEKB, inoltre accelera gli elettroni per PF e per PF-AR.
- Superconducting RF Test Facility (STF): un impianto che studia come costruire e testare un acceleratore lineare con cavità superconduttrici ad alto gradiente, un prototipo per la linea di acceleratori lineari dell'International Linear Collider (ILC).

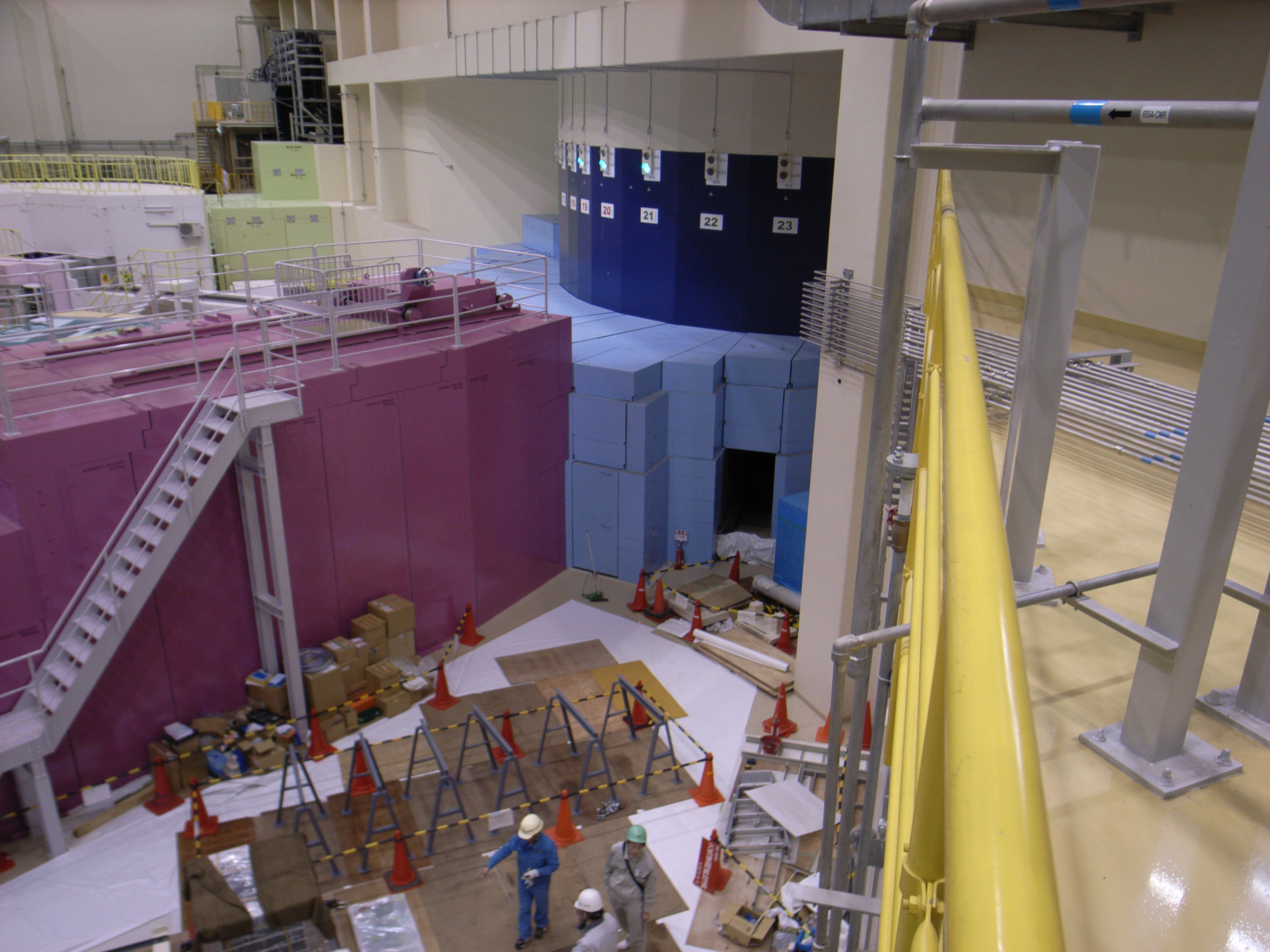
Sezione centrale del J-PARC

- Japan Proton Accelerator Research Complex (J-PARC): un complesso di acceleratori di protoni composto da un acceleratore lineare fino a 600 MeV, un sincrotrone fino a 3 GeV e un sincrotrone fino a 50 GeV. I protoni accelerati vengono utilizzati per produrre fasci secondari di muoni, neutrini e adroni utilizzati in diverse aree sperimentali. In particolare il fascio di neutrini prodotto al J-PARC è stato inviato al rivelatore posto nella miniera di Kamioka, 300 km a est, nell'ambito dell'esperimento T2K.[3]
- KEK Digital Accelerator (KEK-DA): un aggiornamento del vecchio sincrotrone di protoni da 500 MeV del KEK, chiuso nel 2006.[4]

### Sezioni chiuse
- Proton Synchrotron (PS): un complesso di acceleratori che portava i protoni fino a 12 GeV, composto da un pre-acceleratore fino a 750 keV, un acceleratore lineare fino a 40 MeV, un sincrotrone fino a 500 MeV e l'anello principale che portava i protoni a 12 GeV. Prima che PS venisse chiuso nel 2007, il fascio di protoni da 12 GeV prodotto qui serviva a produrre un fascio di neutrini inviati al rivelatore di Kamioka nell'ambito dell'esperimento K2K (KEK to Kamioka).
- Neutrino Beam Line: una linea di fascio che inviava neutrini al rivelatore Super-Kamiokande: dal 1999 al 2004 è stato utilizzato per l'esperimento K2K sulle oscillazioni dei neutrini. Dal 2009 un nuovo esperimento sull'oscillazione dei neutrini denominato T2K (Tokai to Kamioka) è stato condotto usando il fascio di neutrini secondari prodotti dal J-PARC.
- Transposable Ring Intersecting Storage Accelerator in Nippon (TRISTAN): un collider elettrone-positrone operativo dal 1987 to 1995, il cui obiettivo principale era rivelare il quark top. L'energia degli elettroni e dei positroni era di 30 GeV. TRISTAN aveva tre rivelatori di particelle: TOPAZ, VENUS e AMY. L'acceleratore KEKB è stato costruito nel tunnel utilizzato precedentemente da TRISTAN.

### Acceleratori pianificati o in costruzione

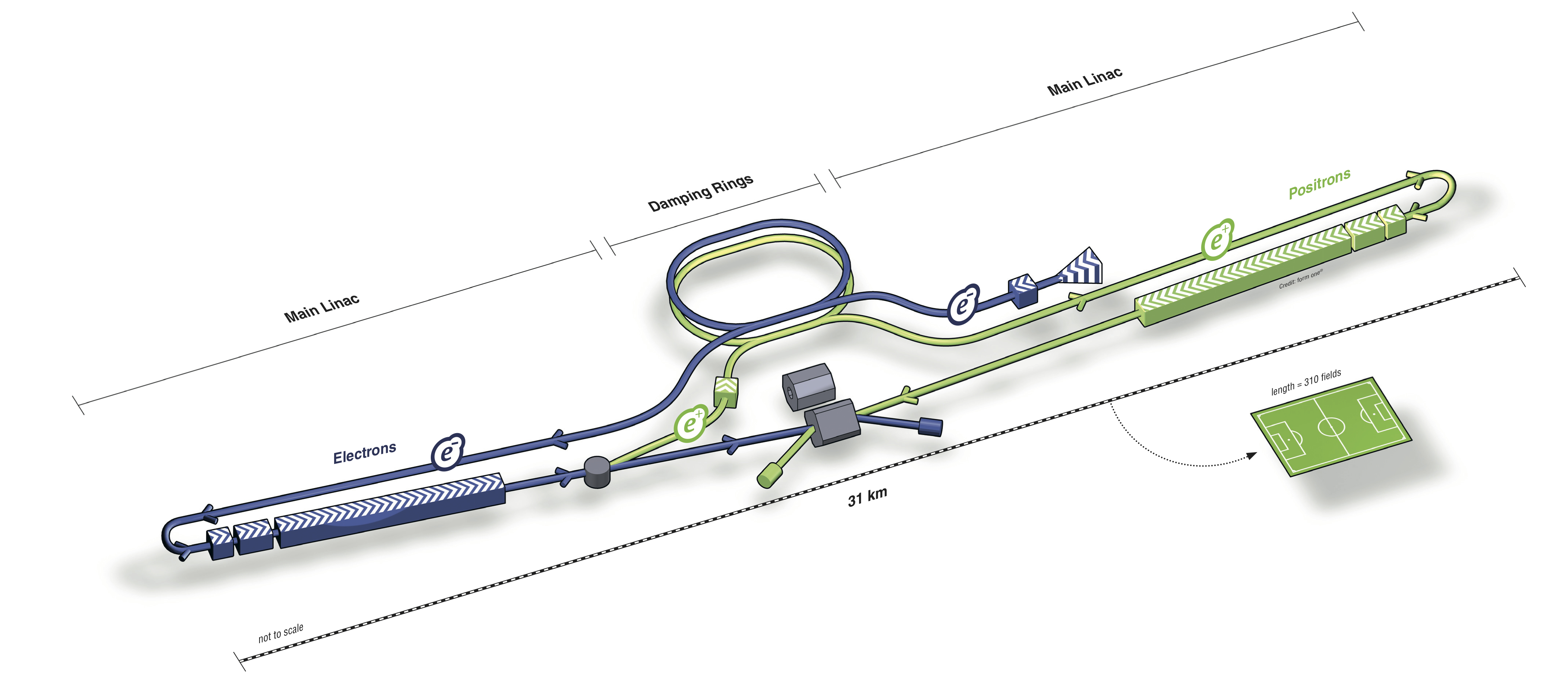
Progetto schematico dell'International Linear Collider.

- SuperKEKB: un collider elettrone-positrone, con un anello di accumulazione per elettroni a 7 GeV e un anello di accumulazione per positroni a 4 GeV. Si tratta dell'aggiornamento dell'acceleratore KEKB che porterà la luminosità a 8×1035 cm−2 s−1, un valore di circa 40 volte superiore al record di luminosità di picco registrata da KEKB. L'esperimento Belle-II (aggiornamento dell'esperimento Belle) verrà condotto qui.
- International Linear Collider (ILC): un futuro collisionatore lineare elettrone-positrone composto da cavità superconduttrici. La lunghezza complessiva dovrebbe aggirarsi sui 30–70 km, con due anelli per gli elettroni e positroni di 6.7 km di circonferenza. L'energia dei fasci dovrebbe raggiungere i 500 GeV, con la possibilità di arrivare a 1 TeV. Più di 700 persone stanno lavorando sul progetto dell'acceleratore e altre 900 sullo sviluppo del rivelatore di particelle.[5]